# Louis Kunheim

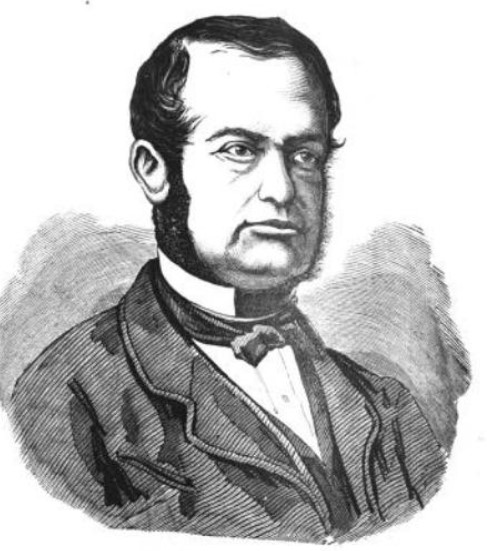
Dr. Louis Albert Hugo Kunheim, 1872

Louis Hugo Albert Kunheim (* 13. Januar 1808 in Zerbst; † 8. Juni 1878 in Berlin) war ein deutscher Chemiker und Industrieller.

## Leben
Louis Kunheim war der Sohn des jüdischen Kaufmanns und Unternehmers Samuel Heinrich Kunheim. Er kam mit seinen Eltern um 1813 nach Berlin, besuchte das Französische Gymnasium und das Gymnasium zum Grauen Kloster. Anschließend studierte er bei Hermbstädt, Magnus und Mitscherlich Chemie. Die letzteren blieben väterliche Freunde und wissenschaftliche Ratgeber. Unter Hermbstädts Oberleitung blieb er auch, als er in die Behrend'sche chemische Fabrik eintrat, in der sein Vater den geschäftlichen Teil führte. Aus diesem Betrieb schied er bald wieder aus und begann mit der Fabrikation von Essigfabrikaten und Extrakten, zuerst in gemieteten Kellerräumen in der Münzstraße, dann in der von seinem Vater gegründeten Firma S. H. Kunheim in der Neuen Königstraße 30 (heute Otto-Braun-Straße). Reisen führten ihn in die industriellen Distrikte Deutschlands, Englands, Frankreichs und Belgiens. 1834 erfolgte seine Promotion zum Dr. phil. und nachdem sein Vater im selben Jahr ein Gelände nahe dem Kreuzberg gekauft hatte, gründeten Vater und Sohn gemeinsam die Firma Kunheim & Co. und errichteten 1841 dort eine chemische Fabrik, Bergmannstraße 2 (später 25–32).
1837 trat er zum evangelischen Christentum über und heiratete Renate Störing (1818–1887), Tochter eines Pfarrers in Magdeburg, die sich mit einem größeren Kapital an der Kunheimschen Fabrik beteiligt hatte. 1838 wurde sein einziger Sohn Hugo geboren.
Nach dem Tod seines Vaters ging die Fabrik 1848 in seinen alleinigen Besitz über und nahm unter seiner Leitung ihren industriellen Aufstieg. 1851 erwarb er vom Fiskus das Alaunwerk Freienwalde a. O. und erweiterte die Fabrik. 1857 wurde der Alaunbergbau eingestellt und das Werk 1862 in eine Ziegelei umgewandelt. 1870 eröffnete er eine weitere Fabrik in Niederschöneweide, Werk „Kanne“ genannt, wo hauptsächlich schwefelsaures Ammoniak erzeugt wurde. Kurz darauf folgte die Gründung eines neuen Werks, Grube Ilse in der Niederlausitz. 1865 nahm er seinen Sohn Dr. Hugo Kunheim und 1867 Ernst Wartenberg als Teilhaber in die Firma Kunheim & Comp. auf, die die Leitung der Firma nach seinem Tod übernahmen.

## Mitgliedschaften und Ämter
- Ab 1842 war er Mitglied im Verein zur Förderung des Gewerbefleißes in Preußen.[4] Dort wurde er 1853 Mitglied der Abteilung für Chemie und Physik und 1862 Vorsteher dieser Abteilung, seit 1860 gleichzeitig stellvertretender Vorsitzender des Vereins.
- 1844 war er Juror bei der ersten deutschen Gewerbeausstellung in Berlin.
- 1844 half er bei der Begründung des Centralvereins für das Wohl der arbeitenden Klassen.
- Ab 1846 Ausschussmitglied der polytechnischen Gesellschaft in Berlin.
- In staatlichem Auftrag war er jeweils Mitglied der internationalen Jury der zweiten Londoner (1862), der Pariser (1867) und der Wiener Weltausstellung (1873).
- Ab 1861 war er Mitglied der Gesellschaft für Erdkunde zu Berlin.[5]
- 1867 war er Mitbegründer und Vorstandsmitglied der Deutschen Chemischen Gesellschaft.
- 1867 half er bei der Gründung des Deutschen Gewerbemuseums.
- Von 1869 bis 1872 war er Stadtverordneter in Berlin (Amt niedergelegt).

## Ehrungen
- Für die bei der Internationalen Industrieausstellung in London geleisteten Dienste wurde er 1862 mit dem Roten Adlerorden IV. Klasse ausgezeichnet.[6]
- Um 1864 wurde ihm der Titel Kommerzienrat[7] und um 1870 Geheimer Kommerzienrat[8] verliehen.